# Paul Dickov
Paul Dickov (ur. 1 listopada 1972 roku w Livingston) – szkocki piłkarz grający na pozycji napastnika. 

## Kariera klubowa
Dickov swoją zawodową karierę zaczynał w Arsenalu. W klubie tym jednak nigdy nie był podstawowym zawodnikiem. W ciągu 6 lat (1990-1996) w Arsenalu zagrał tylko w 22 spotkaniach Premier League, z czego tylko 7 zaczynał w podstawowym składzie, w meczach tych strzelił 4 bramki. W latach 1993 i 1994 przebywał na wypożyczeniach w klubach z niższych lig: Luton Town i Brighton.
W 1996 roku trafił na zasadzie transferu definitywnego do Manchesteru City, który występował wtedy w Division One. Przez 6 lat (1996-2002) zagrał w barwach The Citizens 158 razy, strzelając w tych meczach 35 bramek. 
W 2002 roku Dickov trafił do Leicester City. W sezonie 2002/2003 grając w barwach Leicester City pobił swój rekord strzelecki, notując 20 bramek w lidze. Dzięki tym trafieniom jego klub zajął drugie miejsce w Championship i awansował do Premiership. Leicester City nie zdołało jednak utrzymać się w lidze, a Dickov w 2004 roku trafił do Blackburn Rovers. W klubie tym występował przez kolejne dwa sezony w 50 meczach w Premier League strzelając 14 bramek. 
W 2006 po raz kolejny trafił do Manchesteru City, jednak był tam tylko rezerwowym i w 2007 roku trafił na wypożyczenie do Crystal Palace, a w 2008 był wypożyczony do Blackpool. Latem 2008 wrócił do Leicesteru. Pod koniec sierpnia 2009 roku wypożyczono go do Derby County. W 2010 trafił do Leeds United. 9 czerwca 2010 roku podpisał jednoroczny konrtrakt z Oldham Athletic i został grającym menadżerem tej drużyny.

## Kariera reprezentacyjna
Dickov 10 razy wystąpił w reprezentacji Szkocji. W drużynie narodowej debiutował 7 października 2000 roku dając zmianę w meczu z reprezentacją San Marino w ramach el. Mistrzostw Świata 2002. Debiut w pierwszym składzie reprezentacji Szkocji zaliczył w meczu przeciwko reprezentacji Wysp Owczych, w meczu tym wystąpił na pozycji skrzydłowego i został zmieniony już po pierwszej połowie spotkania. Ogółem w reprezentacji zagrał 10 razy i strzelił 1 gola.